# Остроило
Остроило (такође познат и као Остроил, Оштроил, Оштроило, те у Ватиканском рукопису Ostroyllus, код Луција, Шишића и Орбинија Ostroillo, у Хрватској хроници Stroil, код Марулића Stroilusје) је легендарни владар Срба, који се првенствено помиње у Летопису попа Дукљанина (12-13. век), те у преписима овог извора, нпр. Марко Марулић: Regum Dalmatiae et Croatiae gesta (из 1510), Мавро Орбини: Краљевство Словена (из 1601), Андрија Качић Миошић: Разговор угодни народа словинскога (из 1756), Валентино Лаго: Мемоари Далмације (из 1871), Сент Мари: Les Slaves méridionaux, leur origine et leur établissement dans l'Illyrie (из 1874) итд.

## О наводној владавини
Према овим изворима, Остроило је рођен у V веку и вероватно умро 549. године. Владао је првом српском државом на Балкану, названом Србија, која обимом у добром делу одговара римској провинцији Далмацији, а која је обухватала у потпуности територије савремених држава: Хрватску, Босну и Херцеговину, Црну Гору, као и делове Словеније, Србије, Албаније, Северне Македоније и Бугарске.
Према Дукљанину, Остроило је један од тројице синова Свевлада I. По савету свог најстаријег брата Бруса, заједно са Тотилом освојио је Панонију и „Тевтонију“. После победе над хришћанским краљевима Далматинаца и Истре, војске двојице браће су се разишле. Тотила је отишао у Италију, а Остроило у Илирију, где је водио крваве битке, заузимајући Далмацију и приморске крајеве, „све док није дошао и настанио се у земљи превалитанској“. Након тога, Остроило пада у борби са трупама цариградског цара, те после његове смрти, власт преузима његов син Свевлад II.
О њему се не зна много, а већина података потиче из предања, према којима је Остроило под своју власт окупио одређена српска и готска племена на Балканском полуострву. Овим окупљањем, за њега се тврди да је ујединио српске земље , те се крунисао за српско-готског краља, или краља Србије. Своју престолницу пренио је у град Скадар. У латинским текстовима, држава којом је владао се изричито назива Servia и, уколико су извори тачни, то би представљало први помен Србије под тим именом.
Качић га међутим, назива краљем словинским, наводећи 492. као годину његовог крунисање, те за њега каже: 
Освојивши Остроило Славониа, Лику, Кербава, Босну, Далмациа долњу и горњу до Мацедоние, окруни се за краља од речених державах, поставивши пристоље своје у Диоклеи, и за узвеличати и разширити краљевство своје
Валентино Лаго у својим: Мемоарима Далмације, такође надопуњује причу о Остроилу. Он чак Остроготе назова Србо-Готи, те тврди да су они 490. године заузели Превалитану ; а 504. године, Готи из Теодорика, учинили исто на страни западне Далмације. Такође, Лаго тврди да су краљеви Србије из ове династије, од Остројила па надаље, имали титулу и краљева Далмације, све до краја трајања те династије.
Француски историчар, археолог и дипломата Жан Батист Еварист Шарл Прико де Сент Мари, у својим дипломатским активностима боравио је дужи низ година и на Балкану, укључујући Сарајево (1866), Мостар (1870-1873) и Дубровник (1876-1878). У свом истраживачком раду, покушао је такође одгонетнути постојање и порекло овог владара. Према његовом мишљењу, Остроило је син Семоалда где је Свевлад I, краљ Трансилваније, и наводно је, заједно са Тотилом, који је према неким изворима његов брат, напао Далмацију, Превалитану и Западну Илирију. Остроило је према мишљењу Сент Марије, отац Свевлада (Сенуладо) оснивача династије Свевладовића, који су владали на Балкану између 490. и 619. године.

### Родослов Остроиловића
Породично стабло наводних Остроиловића обухвата: 
- Остроило (490-535)
  - Сенудијал (535-549) (или Сенуладо, Семоалдо, Семолад, Свевлад II) 
    - Селимир (549-568) (или Селемир, Желимир) 
      - Владин (568-590) (или Владан, Бладин, Бландино)
        - Ратомир (590-606) (или Радомир, Радимир)
          - Владан II (606-619) 
            - Ратомир II (619-639)

## Став званичне историје
О овом легендарном владару не постоји довољно података из других њему савремених извора (5.-6. век), због чега се његово постојање и сматра легендом. Главни извор који говори о наводном краљу Остроилу је Летопис попа Дукљанина, а тај извор је настао много векова касније (12.-13. век). Сви остали извори, настају још касније у периоду од 16. до 19. века, и у основи се ослањају на поменути Летопис. 
Такође, његово наводно владање се не може материјално потврдити. Другим речима, не постоји материјални траг који се може, на било какав начин, поуздано везати за наведену особу и његову владавину. 
Неки модерни публицисти, као нпр. Јован И. Деретић, у делу: Западна Србија, те касније и његови следбеници, прихватају Остроила као неоспорну стварну личност, због чега их званична наука критикује, називајући их псеудоисторичарима. За неке друге српске историчаре, Остроило, као  и његови претходници  су митске личности и о њима знамо колико и о хрватском кнезу Томиславу и британском краљу Артуру.